# Coxim
Coxim is een gemeente in de Braziliaanse deelstaat Mato Grosso do Sul. De gemeente telt 42.933 inwoners (schatting 2009).
De gemeente grenst aan Corumbá, Sonora, Pedro Gomes, Alcinópolis, Camapuã, São Gabriel do Oeste en Rio Verde de Mato Grosso.
De plaats is de zetel van het rooms-katholieke bisdom Coxim.